# Freddo nell'anima
Freddo nell'anima (Freezer Burn, "Ustione da freddo"), uscito inizialmente in Italia col titolo Fiamma fredda, è un romanzo noir dello scrittore texano Joe R. Lansdale del 1999.

## Trama

### Parte prima:Il colpo
Bill Roberts è un disoccupato texano che viveva con la madre finché questa non è morta per cause naturali. Per non perdere la sua pensione non ne ha denunciato il decesso e ha tenuto il cadavere in casa; non ha però ancora imparato a falsificarne la firma in modo credibile per riscuoterne gli assegni. Nel frattempo, per avere i soldi con cui pagare le bollette, si accorda con due delinquentelli suoi amici (Cicciobomba e Chaplin) per rapinare una bancarella di fuochi d'artificio. Durante il colpo, Bill perde la maschera che si era messo sul volto e viene perciò riconosciuto dal venditore; Chaplin allora spara a quest'ultimo, uccidendolo. I due rapinatori fuggono sull'auto guidata da Cicciobomba, che presto si ritrova inseguita dalla polizia; la macchina sbanda e Chaplin finisce con un candelotto infilato in un'orbita, cosa che gli è fatale. I suoi complici fanno sparire l'auto e il cadavere in una palude e proseguono a nuoto, ma Ciccio è ucciso da un colpo sparato dal vicesceriffo che li inseguiva. Rimane solo Bill, mentre l'agente si spara in faccia inciampando in modo maldestro col suo fucile; il fuggitivo giunge poi in un prato dove si è accampato un luna park.

### Parte seconda:Frost
Bill, con la faccia gonfiatasi a dismisura per uno shock anafilattico dovuto alle punture degli insetti della palude, è scambiato per un freak come quelli del circo. Il direttore John Frost, un uomo elegante dai capelli candidi, lo fa riposare in una delle sue roulotte e lo rifocilla, offrendogli un lavoro nel luna park, che Bill accetta in attesa che si calmino le acque.

### Parte terza:Gidget
Tra i vari individui deformi del luna park, l'"Uomo Cane" Conrad, che cammina a quattro zampe e ha un volto animalesco, è quello con il quale Bill lega di più, tanto da prendere le sue parti quando questi si mette contro Phil, il braccio destro di Frost, per l'amore di Synora, la donna barbuta soprannominata "il Generale Grant". Il rapinatore è inoltre conturbato da Gidget, la giovane e sensuale moglie di Frost, che gli racconta la sua storia: cameriera in una tavola calda, era stata colpita dai modi gentili ed eleganti di Frost quando questi vi si era recato come cliente, e aveva accettato la sua proposta di matrimonio inizialmente inconsapevole che anch'egli aveva una deformità (una manina che gli spunta dal petto, unico vestigio di un gemello parassita). Gidget propone a Bill di provocare la morte di Frost in modo da farle ereditare il luna park, dopodiché congederebbe gli altri freak e terrebbe solo il baraccone di "Ice Man" (il supposto cadavere congelato di un uomo preistorico).

### Parte quarta:Una girandola di possibilità
Bill, che è diventato l'amante di Gidget, è diviso tra la passione che prova per la giovane e la riconoscenza che lo lega a Frost. L'occasione per mettere in atto il piano criminoso di Gidget è data dalla riverniciatura di una giostra chiamata "il mulinello": pensando che l'indomani Frost si alzi prima degli altri per portare a termine il lavoro, Bill va nottetempo ad allentare i bulloni in modo che una delle navicelle non possa reggere il peso di una persona. La mattina presto si pente della sua azione di sabotaggio e si alza per cercare di rimediarvi, ma sente uno schianto: è Conrad, non Frost, che è salito sulla giostra e si è schiantato al suolo trovandovi la morte.
Frost si sente responsabile dell'accaduto e, in vena di confidenza, racconta a Bill di aver comprato Ice Man da un collezionista, per il quale si sarebbe trattato nientemeno che del corpo di Gesù. Gidget non demorde dal suo progetto ed elabora un nuovo piano, da attuare durante la marcia della carovana verso l'Oklahoma: far cadere il camper di Frost in un fiume, facendo credere che sia morto annegato mentre in realtà sarebbe già stato strangolato da Bill.
Bill strozza così il suo benefattore e finisce con lui nel fiume, ma viene sopraffatto dalla corrente; vede che è caduta anche l'auto di Gidget, che ha tamponato il camper, e in quel momento capisce che la donna intendeva sbarazzarsi sia del marito che dell'amante in un colpo solo.

### Parte quinta:Un nuovo clima
Gidget viene ripescata dal fiume e dà la sua versione dei fatti allo sceriffo locale, che l'avalla in cambio di un rapporto sessuale. Va poi a casa di Bill e incassa gli assegni della madre usando le sue doti di falsaria per riprodurne la firma. Riscuote anche le polizze sulla vita di Frost e assolda un giovane immigrato messicano per fare a pezzi Ice Man, che in realtà è solo una statua di legno, per quanto realistica. Il messicano diventa il nuovo amante di Gidget.

## Edizioni
- (EN) Joe R. Lansdale, Freezer Burn, New York, Mysterious Press, 1999, ISBN 9780892967032.
- Joe R. Lansdale, Fiamma fredda, collana I romanzi neri del Giallo Mondadori, traduzione di Giancarlo Carlotti, n. 1, Milano, Mondadori, 2001.
- Joe R. Lansdale, Freddo nell'anima, collana Immaginario. Dark, traduzione di Giancarlo Carlotti, Roma, Fanucci, 2007, ISBN 978-88-347-1239-9.